# Рускословенски језик
Рускословенски језик као посебна језичка форма српског језика јавила се након пада Србије у ропство под Османлијским царством, односно након 1690. године, када се дешава Велика сеоба Срба у којој је један део српског народа и свештенства због ратовања на страни Аустрије, а против Османлија, избегао на север, преко Саве и Дунава, у тадашњу Јужну Угарску. Како су у Аустроугарској Срби били изложени великим политичким и верским притисцима, за помоћ су се обратили Русији, која је међу Србе послала — прво 1726. Максима Суворова који је отворио Славјанску школу у Сремским Карловцима, а потом и 1733. Емануела Козачинског који је отворио Латинску школу. Руски просветитељи су са собом понели књиге су биле написане на рускословенског језику.

## Име
Ова књижевна ознака користи се за разликовање од каснијих славеносрпског језика у првој половини 19. века. Језик је под руским књижевним утицајем након поправке књига.

## Узроци и потреба за увођењем језика
Овај језик привремено замењује стари књижевни илирски језик, који је производ католичке пропаганде у српским и бугарским земљама у 17. веку. За Србе и Бугаре који су се населили у данашњој Војводини крајем 17. и почетком 18. века, постојала је потреба за елементарном писменошћу на једноставном језику. Зато су се окренули Рускоj Империју, које је, након реформи Петра Великог, за секуларне циљеве и за време просветитељства наметнуло штампање књига о томе руска грађанска ћирилица. Тако су Срби и Бугари у данашњој Војводини искусили привремени руски књижевни утицај.

## Карактеристике рускословенског језика
Основне карактеристике рускословенског језика су биле:
- Његова велика удаљеност у народу од српскословенског.
- Иако се користио претежно за црквену и школску администрацију, имао је и ширу примену и у култури и уметности.
- На овом језику своја дела писали су Јован Рајић (Историја разних словенских народов),[1] и Захарија Орфелин (Плач Сербији).[2]
- Убрзо овај језик је почео да се посрбљава како би се што више приближио народу.[3]

Неки од српских писаца који су писали на овом језику
- Јован Рајић
- Захарија Орфелин

## Историја

### Долазак руских учитеља
У периоду од 1726. до 1733. на молбу српских патријарха, међу Србе у Угарској стигли су руски учитељи Максим Суворов и Емануел Козачински, са циљем да оснују славјанску и Латинску школу. Суворов и Козачински са собом су понели московске уџбенике и књиге на рускословенском језику, који су Срби прихватили и учили, мешајући га касније са српским народним језиком. Залихе књига су убрзо исцрпљене, а како је у Русији, у кампањи насталој након смрти Петра Великог престало њихово штампање, нови митрополит Мојсеј Петровић је, притиснут потребама, наложио прештампавање Прокоповичевог буквара и тиме дао подршку даљем неговању рускословенског језика међу Србима.

### Русификација црквеног и просветног живота
Оснивањем школе и прештампавањем руских буквара означен је почетак русификације најпре црквеног и просветног, а потом и других области друштвеног живота. Преношење знања о руској црквеној ћирилици (и рускословенском језику у Српској православној цркви), зачето у 17. веку, наставило се и од 18. века све до данас. То је за дуго времена усмерило развој српског друштва.

### Слабљење утицаја руске књиге на Србе
Године 1770. на иницијативу председника Илирске дворске депутације грофа Колера дата је бечком штампару Курцбеку дозвола да штампа српске књиге. Последица тога било је ширење просвете међу Србима и смањен утицај руске књиге на Србе.
Ова дозвола је реакција на активности штампарије Димитрија Теодосија у Венецији, коју је финансијски подржала Катарина Велика.

### Рускословенски данас
У данашњој употреби назива се црквенословенским језиком и користи се у богослужењу и обредима словенских православних цркава.